# 思茅叉蕨
思茅叉蕨（学名：Tectaria simaoensis）为叉蕨科叉蕨属下的一个种。